# Jacek Dymitrowicz Butowicz
Jacek (Jaczko) Dymitrowicz Butowicz (Buthowicz) herbu własnego (zm. przed 3 sierpnia 1604 roku) – chorąży kijowski w latach 1581–1602, był wyznawcą prawosławia.
Oficjalista Konstantego Wasyla Ostrogskiego, namiestnik Konstantynowa na Wołyniu w 1570 i 1572 roku. Poseł na sejm 1578 roku z województwa kijowskiego.